# Râul Padina lui Râie
Râul Padina lui Râie este un afluent al râului Padina Urșilor. 

## Hărți
- Harta Județului Brașov
- Harta Munților Piatra Craiului  Arhivat în 27 mai 2008, la Wayback Machine.